# Verae amicitiae sempiternae sunt
Verae amicitiae sempiternae sunt è una locuzione latina che si traduce letteralmente con «Le vere amicizie sono eterne».
È una frase usata da Cicerone nel dialogo De amicitia (9, 32)